# Mokre (powiat lipnowski)
Mokre – wieś w Polsce położona w województwie kujawsko-pomorskim, w powiecie lipnowskim, w gminie Dobrzyń nad Wisłą.
W latach 1975–1998 miejscowość administracyjnie należała do województwa włocławskiego.